# Trędownik skrzydlaty
Trędownik skrzydlaty, trędownik oskrzydlony (Scrophularia umbrosa Dumort.) – gatunek rośliny wieloletniej należący do rodziny trędownikowatych. Gatunek eurazjatycki. W Polsce jest dość pospolity na całym niżu, rzadziej występuje na pogórzu i w niższych położeniach górskich.

## Morfologia
KłączeKrótkie, pełzające, bez bulw.
ŁodygaNaga, ostro czterokanciasta, o kantach wyraźnie oskrzydlonych, osiągająca (30) 50-100 (160) cm wysokości, wzniesiona lub wznosząca się.
LiścieLiście jajowate lub jajowato lancetowate, na krótkich, oskrzydlonych ogonkach, zwykle zaostrzone, piłkowane. Nerwacja liści pierzasta.
KwiatyKwiatostan szczytowy, wiechowaty. Szypułki ogruczolone. Kielich o pięciu działkach, szeroko (ponad 0,5 mm) błoniasto obrzeżonych. Korona czerwonobrunatna, u nasady żółtawozielona, o pięciu łatkach, 6-8 mm długa. Pręciki cztery, prątniczek odwrotnie sercowaty.
OwocJajowata, prawie kulista torebka długości 4-5 mm.

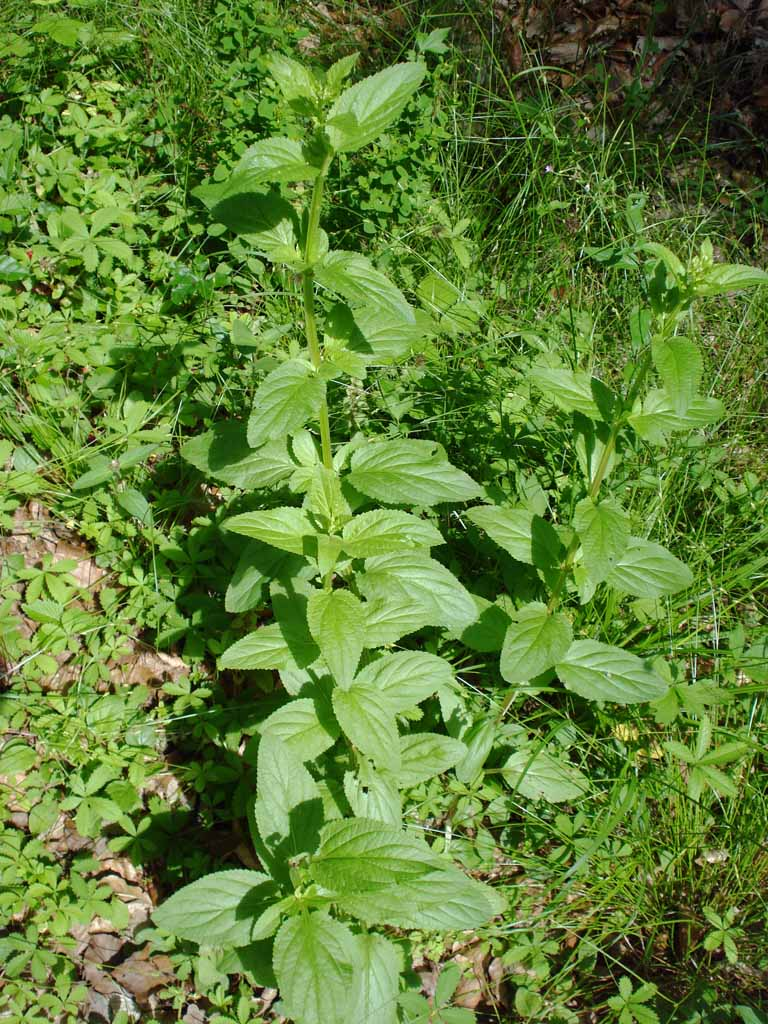
Pokrój
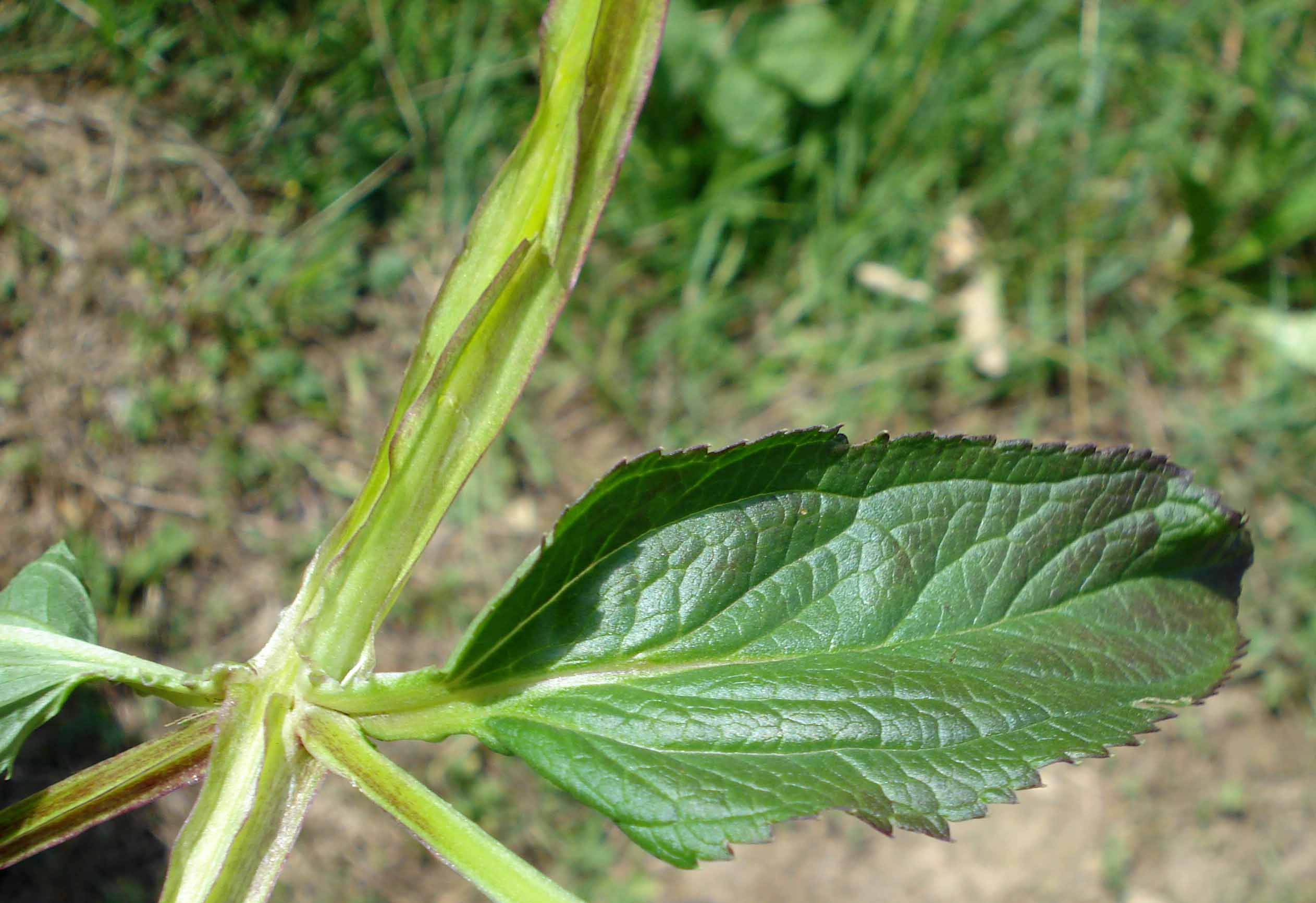
Łodyga
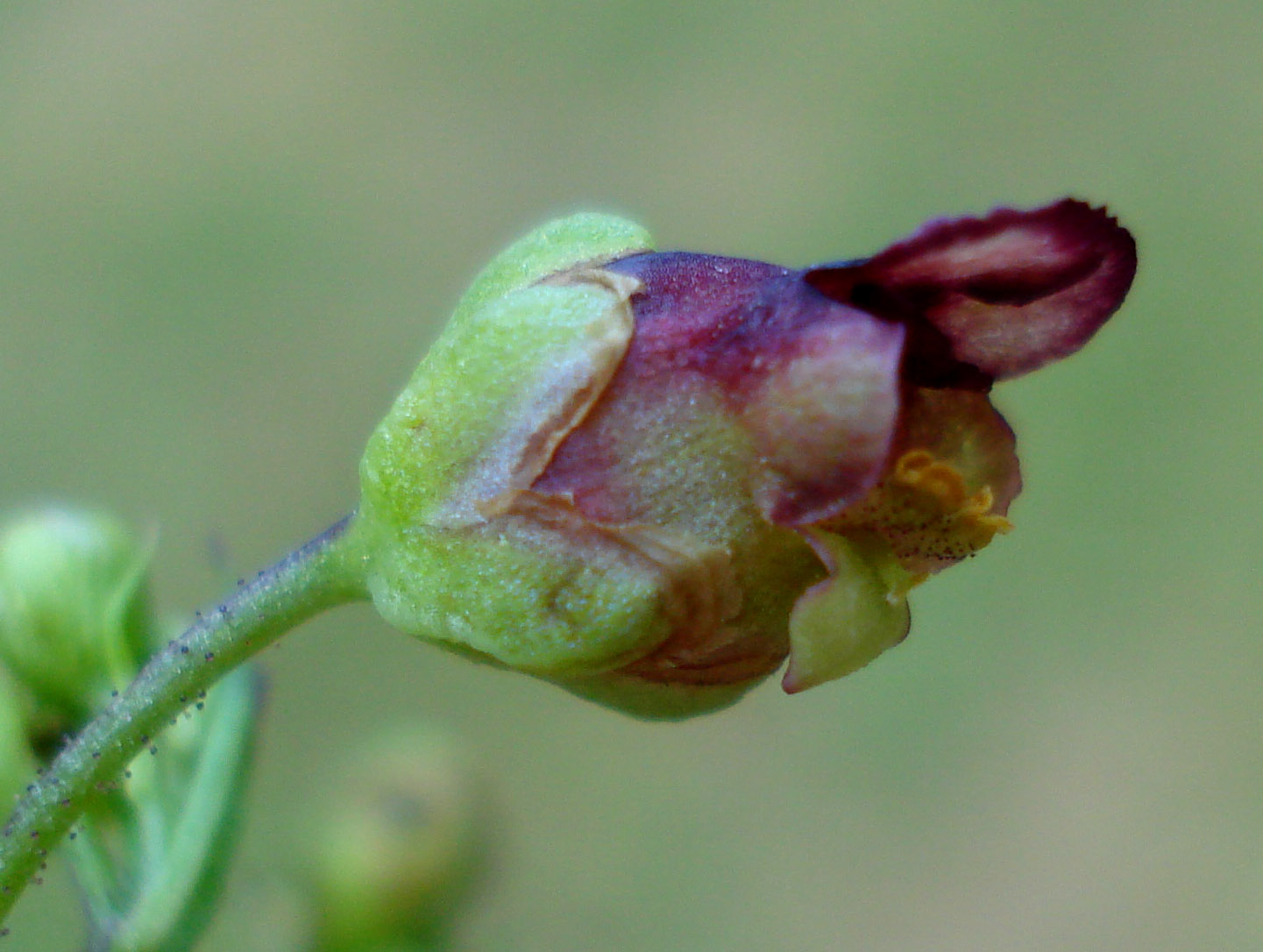
Kwiat
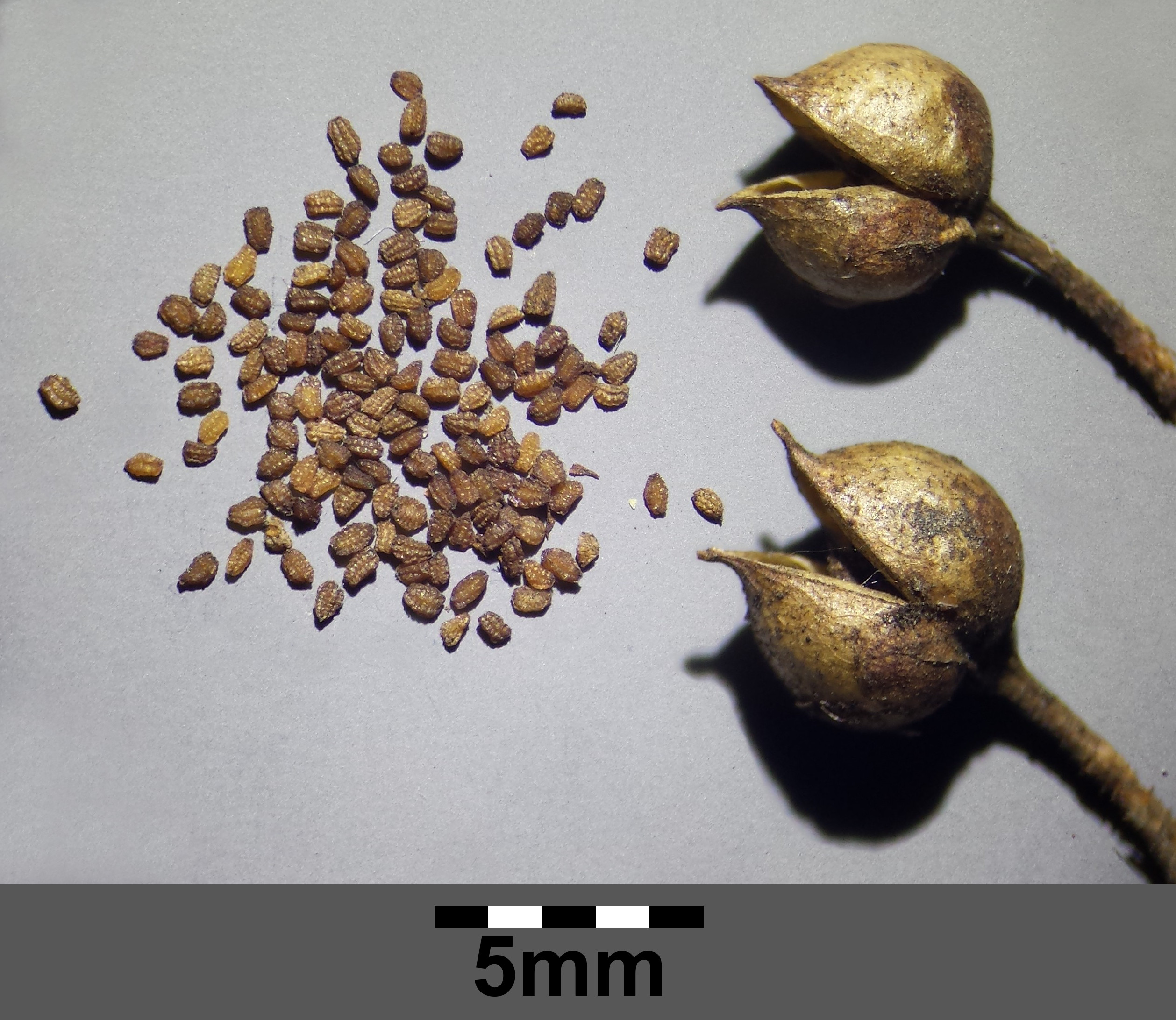
Owoce i nasiona

## Biologia i ekologia
Bylina. Kwitnie od czerwca do września. Siedlisko: brzegi wód, mokradła, wilgotne zarośla. Gatunek charakterystyczny dla zespołów Calystegio-Epilobietum hirsuti i Sparganio-Glycerion fluitantis. Liczba chromosomów 2n = 26, 52. Gatunek cechuje się dużą zmiennością w zależności od czynników siedliskowych.